# Кендя
Кендя́ (рос. Кендя, ерз. Кенде) — село у складі Ічалківського району Мордовії, Росія. Входить до складу Гуляєвського сільського поселення.

## Населення
Населення — 173 особи (2010; 232 у 2002).
Національний склад (станом на 2002 рік):
- ерзяни — 79 %